# Genius + Love = Yo La Tengo
Genius + Love = Yo La Tengo är ett tvådisksamlingsalbum av Yo La Tengo som består av rariteter, alternativa versioner och övrigt material som är inspelat mellan 1988 och 1995. Albumet släpptes av Matador Records 996 och en japansk version med två extra låtar släpptes 1998.

## Låtlista

### Skiva 1
1. "Evanescent Psychic Pez Drop" – 2:48
2. "Demons" – 3:18
3. "Fog Over Frisco" – 3:47
4. "Too Late" – 5:57
5. "Hanky Panky Nohow" – 2:58
6. "Something To Do" – 2:11
7. "Ultra-Powerful Short Wave Radio Picks Up Music From Venus" (feat. Jad Fair) – 1:31
8. "Up To You" – 4:03
9. "Somebody's Baby" – 3:38
10. "Walking Away From You" – 5:58
11. "Artificial Heart" – 3:00
12. "Cast A Shadow" – 2:24
13. "I'm Set Free" – 4:10
14. "Barnaby, Hardly Working" – 3:54
15. "Some Kinda Fatigue" – 7:38
16. "Speeding Motorcycle" (feat. Daniel Johnston) – 3:33

### Skiva 2
1. "Nutricia" – 5:01
2. "Her Grandmother's Gift" – 2:39
3. "From A Motel 6, Pt. 2" – 4:29
4. "Gooseneck Problem" – 0:04
5. "Surfin' With The Shah" – 2:07
6. "Ecstasy Blues" – 2:47
7. "Too Much, Pt. 1" – 1:18
8. "Blitzkrieg Bop" – 2:18
9. "One Self: Fish Girl" – 5:31
10. "Enough" – 5:25
11. "Drum Solo" – 0:08
12. "From A Motel 6, Pt. 1" – 3:35
13. "Too Much, Pt. 2" – 0:21
14. "Sunsquashed" – 26:22